# Gillis van Valckenborch

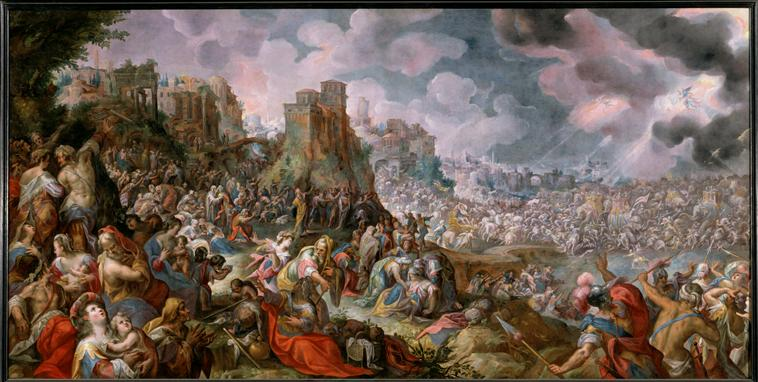
Batalla bíblica (¿Derrota de Senaquerib?), 1597, óleo sobre lienzo, 135 x 270 cm, Paris, Museo del Louvre.

Gillis van Valckenborch (Amberes, 1570 – Fráncfort, 1622) fue un pintor manierista flamenco especializado en la pintura de paisaje, arquitecturas arcaizantes y ruinas en composiciones de gran formato, pobladas con numerosas figuras con las que llena el espacio.

## Biografía
Miembro de una familia de artistas, fue hijo de Marten van Valckenborch, pintor de paisajes que en 1586 se trasladó con su familia a Fráncfort por razones religiosas, dadas sus creencias protestantes, y hermano de Frederik van Valckenborch con quien hacia 1590 podría haber viajado a Italia, de lo que falta sin embargo confirmación documental. En 1597 se le documenta de nuevo en Fráncfort donde adquirió la ciudadanía y tuvo como alumno al pintor y grabador Hendrik van der Borcht el Viejo y a su propio hijo, Gillis van Valckenborch II, bautizado en Fráncfort el 22 de julio de 1599.
Entre sus temas predilectos se encuentran los del ciclo troyano (El rapto de Helena, Museo Nacional de Wroclaw); los banquetes de los dioses olímpicos (Las bodas de Tetis y Peleo, colección particular) y las batallas bíblicas (Louvre).